# Улрике Мајнхоф
Улрике Мари Мајнхоф (Олденбург, 7. октобар 1934 — Штутгарт, 9. мај 1976) је била немачка новинарка и саоснивач левичарске милитантне групе Фракција црвене армије. Била је члан терористичке групе Бадер-Мајнхоф.